# Fatih-Mehmed-Moschee

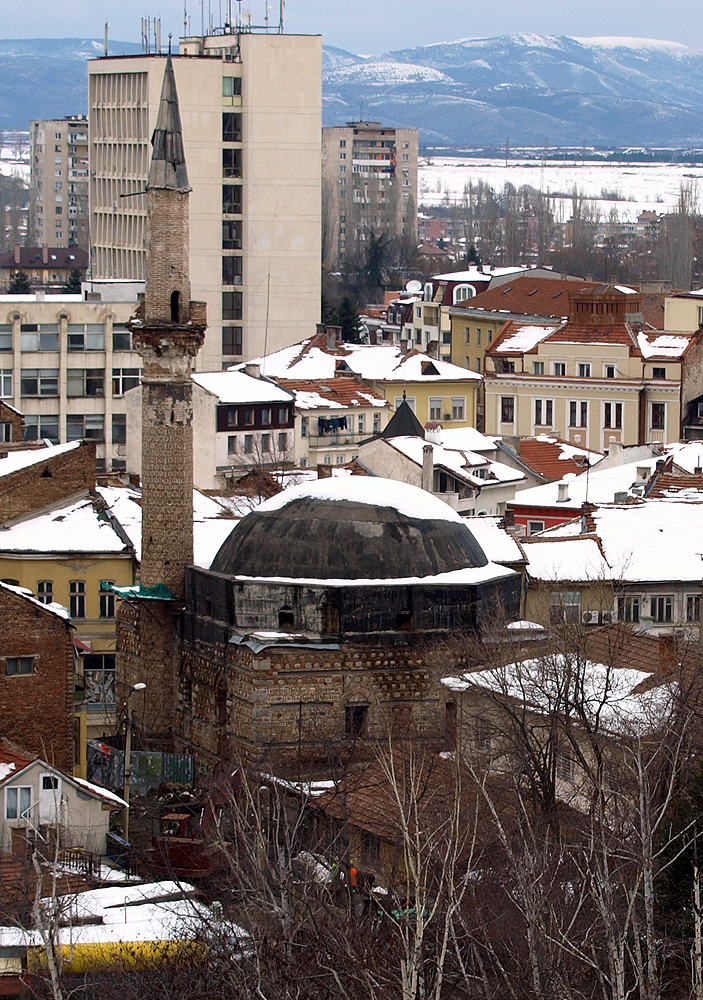
Die Fatih-Mehmed-Moschee in Kjustendil

Die Fatih-Mehmed-Moschee (bulgarisch Фатих Мехмед джамия/Fatih Mehmed dschamija, türkisch Fatih Mehmed Camii), bekannt auch als Schaldarwanska Moschee (bulg. Шалдърванска джамия), ist eine ehemalige Moschee in Kjustendil im Südwesten von Bulgarien. Die Moschee trägt den Namen des osmanischen Sultans Mehmed II.

## Lage
Die Moschee befindet sich an der Kreuzung der Zar-Oswoboditel-Straße und der Pautalia-Straße, in der Nähe der alten römischen Thermen im Zentrum der Stadt Kjustendil.

## Geschichte
Die Fatih-Mehmed-Moschee wurde Mitte des 15. Jahrhunderts vom osmanischen Architekten Haradschi Kara Mehmed bin Ali gebaut. Eine Inschrift in der Kuppel weist auf das Jahr 1531/32 hin. Es wird jedoch angenommen, dass dieses Datum für einen späteren Umbau steht.
1968 wurden die Fatih-Mehmed- und die Ahmed-Bey-Moschee zu nationalen Denkmälern von historischem Wert erklärt. Dennoch ist sie heute ungenutzt und einsturzgefährdet.

## Beschreibung
Die Moschee ist ein kubischer Zentralbau mit einer recht flachen Dachkuppel. Die Wände der Moschee wurden aus kleinen Blocksteinen mit Mörtel errichtet und mit Ziegelsteinen umfasst.